# دان باري (مصارع محترف)
دان باري (بالإنجليزية: Dan Barry)‏ هو مصارع محترف أمريكي، ولد في 19 فبراير 1983 في ميريك في الولايات المتحدة.

## روابط خارجية
- دان باري على موقع CageMatch worker (الإنجليزية)